# ContraPoints
Natalie Wynn (21 de outubro de 1988) é uma criadora de conteúdo de esquerda no YouTube, pensadora política e crítica da cultura. Ela é conhecida pelo seu canal no YouTube, ContraPoints, onde cria vídeoensaios que exploram temas como política, gênero, ética, raça, filosofia e socialismo.
O canal iniciou-se como um contraponto à direita e ao liberalismo clássico nos Estados Unidos, e hoje comenta assuntos como desigualdade social, direitos das pessoas LGBT, cultura do cancelamento e cibercultura moderna. Wynn também utiliza a plataforma para falar sobre questões pessoais.
Wynn ganhou um Streamy Award na categoria "Commentary" em 2020, e foi indicada para a mesma categoria em 2021. Em 2022, ela recebeu um Peabody Award honorário.
A maioria de seus vídeos são legendados em português brasileiro.

## Início de vida
Wynn nasceu em 21 de outubro de 1988, no Condado de Arlington, Virgínia, e cresceu na cidade de Vienna, Virgínia. Seu pai é professor de psicologia e sua mãe é médica.
Estudou piano na Berklee College of Music, e posteriormente formou-se em Filosofia na Universidade de Georgetown em Washington, D.C.. Ingressou na Universidade do Noroeste para fazer um doutorado em filosofia, onde também trabalhou como instrutora, mas abandonou o curso, afirmando mais tarde que "a ideia de me tornar uma acadêmica para o resto da minha vida se tornou entediante ao ponto do desespero existencial".
Por volta de 2015, mudou-se para Baltimore, Maryland por causa de um relacionamento amoroso que acabou não dando certo, e lá trabalhou como professora de piano, motorista da Uber, assistente jurídica paralegal e redatora publicitária. Eventualmente, Wynn começou a fazer vídeos sobre o Gamergate em resposta à direita alternativa americana.

## Carreira no YouTube
Wynn já fazia vídeos para o YouTube em 2008, focando na crítica à religião e no ateísmo, mas só em 2016 deu início ao canal ContraPoints, como reação às controvérsias do Gamergate e ao crescimento cada vez maior de canais de direita. Os primeiros vídeos do canal também discutiam assuntos como racismo e radicalização online.
Em seus vídeos, Wynn utiliza filosofia, sociologia, e suas experiências pessoais para explicar ideias da esquerda e criticar argumentos comuns de grupos conservadores, liberais clássicos, fascistas, e da direita alternativa. Os vídeos costumam ser descritos como combativos e engraçados, contendo humor ácido ou absurdo, sarcasmo, e discutindo sexualidade. Eles já foram elogiados pelas escolhas de produção de Wynn, como a iluminação dramática e os figurinos elaborados. Frequentemente, eles ilustram conceitos através de diálogos e debates entre diferentes personagens que emprestam elementos estéticos da cultura drag.
Em uma entrevista com Wynn feita para o The Verge, Katherine Cross destaca diferenças entre Natalie Wynn e ContraPoints, explicando que o canal passa uma imagem "distante, indiferente, decadente e desdenhosa" da YouTuber que não se encaixa com a da Wynn da vida real, que "parece cuidadosa — e se importa profundamente, quase demais".
O canal é financiado através da plataforma Patreon, onde Wynn está entre os 20 criadores com maior número de apoiadores. Na plataforma, Wynn publica, desde 2022, vídeos exclusivos chamados "Tangents".
Em fevereiro de 2020, Wynn apagou os seus vídeos publicados antes de agosto de 2017, quando ela iniciou sua transição de gênero, afirmando: "eles não representam mais a pessoa que me tornei". Ela publicou transcrições para a maioria destes vídeos em seu site.

## Recepção
Wynn já foi elogiada por sua clareza, nuance e seu senso de humor. Jake Hall, na Vice, disse que ela é "uma das criadoras de videoensaios mais incisivas e convincentes do YouTube". Em um artigo contrastando sua sinceridade pessoal com seu senso de humor irônico, o The Verge a descreve como "Oscar Wilde do YouTube". Na revista New York, Jesse Singal afirma que os vídeos de ContraPoints são bons porque "independentemente do interesse (ou da falta dele) por parte do espectador quanto às guerras culturais da internet, YouTubers nazistas, ou qualquer um dos outros vastos assuntos abordados nos vídeos do canal, eles ainda são divertidos, bizarros, eruditos, e convincentes". Nathan Robinson, da revista Current Affairs, cita ContraPoints como um "blitzkrieg de uma só mulher contra a direita do YouTube".
A mídia frequentemente descreve o conteúdo da Wynn como especialmente adequado para uma audiência da geração Y, graças ao estilo de humor do canal e à atenção dada à cibercultura.
Sua análise sobre a utilização de memes e símbolos codificados por fascistas foi citada pelo Southern Poverty Law Center em um artigo explicando o uso do gesto OK pela direita. A jornalista Liza Featherstone recomenda o canal dizendo que Wynn faz um "trabalho incrível", reconhecendo pontos válidos enquanto desmascara argumentos fracos de seus oponentes e revelando a influência da agenda política de direita. 
Em novembro de 2018, após um vídeo de ContraPoints sobre incels atingir mais de um milhão de visualizações, a The New Yorker fez uma reportagem sobre o canal, onde descreveu Wynn como "uma das poucas celebridades da internet que são tão inteligentes quanto pensam que são, e uma das poucas esquerdistas que conseguem explorar nuances sem ser chata."
A The Atlantic elogiou os cenários, iluminação e música do canal, opinando, no entanto, que "a atração mais espetacular [...] é a própria Wynn." O Polygon colocou o vídeo do ContraPoints sobre incels na lista dos dez melhores videoensaios de 2018. Em maio de 2019, ela chegou ao topo da lista Dazed 100, que classifica as pessoas que "ousaram dar um tiro no braço da cultura". ContraPoints ganhou o prêmio de melhor conteúdo de comentário no Streamy Awards em 2020.

### Pronomes e controvérsias sobre transmedicalismo
Em setembro de 2019, Wynn descreveu em seu perfil na rede social Twitter (hoje, X) seu constrangimento quando perguntada, em certos contextos, sobre qual seu pronome de gênero. Os tuítes foram acusados de desdenhar de pessoas de gênero não-binário que utilizam pronomes incomuns.
Em contraste, o professor de linguística Lal Zimman concordou com Wynn, dizendo que ela "está absolutamente correta ao dizer que pessoas que engajam com essa prática podem ser um tanto problemáticas". Após a reação negativa, Wynn desativou sua conta na rede social por uma semana, e então publicou um pedido de desculpas. Logo em seguida, Wynn publicou em seu canal o vídeo "Opulence", que contava com uma citação de John Waters lida pelo ator pornô transexual Buck Angel. A utilização da voz de Angel no vídeo foi criticada, já que as opiniões do ator sobre pessoas transgênero foram caracterizadas como transmedicalistas.
Na época, outros YouTubers associados a Wynn foram largamente assediados na internet.
O vídeo publicado por Wynn em janeiro de 2020, "Canceling", tratou das críticas e do assédio que sofrera por causa de "Opulence", e do contexto mais amplo da cultura do cancelamento. O vídeo foi elogiado por Robby Soave da revista Reason. Em uma entrevista para o periódico The Guardian sobre seu vídeo de 2021 intitulado "J.K. Rowling", no qual ela falou sobre a cultura do cancelamento no contexto das feministas radicais críticas de gênero, Wynn declarou: "estou menos interessada em cancelar Rowling – cujos livros [...] ela gostava na infância – e mais interessada em fazer seus espectadores [de Wynn] considerarem a sua própria transfobia", dizendo ainda que tenta "ter uma visão mais humanista quando o assunto é o preconceito."

## Vida pessoal
Wynn é uma mulher transgênero, uma questão que aparece frequentemente em seus vídeos, e iniciou sua transição em julho de 2017. Antes, Wynn se identificava como genderqueer. Ela é feminista e se autodenomina uma socialista democrática e social-democrata. Desde 2015, ela reside em Baltimore, Maryland.
Em 2020, Wynn afirmou ser lésbica em seu vídeo "Shame".